# Damasker

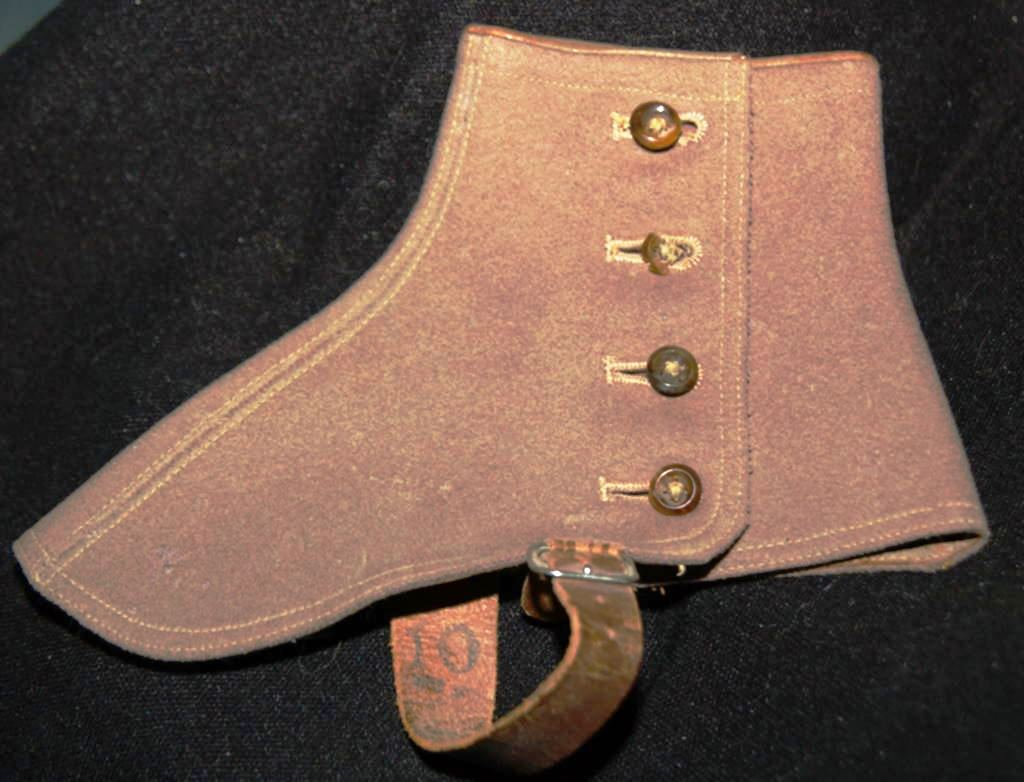
En damask

Damasker (efter Ghadames) är en sorts skotillbehör som i modedräkten användes främst i slutet av 1800-talet och början av 1900-talet, men förekom redan under 1700-talets början i den svenska arménoch vidare under resten av 1700-talet. Deras ursprungliga syfte var att skydda skor och byxben/strumpor mot stänk av gyttja och smuts. Damasker täcker fotryggen och vristen och kan ha olika höga skaft, i vissa fall ända upp till knät. De hålls på plats med knappar eller snörning, vanligtvis på utsidan av benet, och med en rem under skosulan. 
Damasker ovanpå blankputsade svarta skor ingår (tillsammans med hög hatt och spatserkäpp) i stereotypen av hur välbeställda män klädde sig förr i tiden; se exempel hos seriefiguren Joakim von Anka. Damasker ingick framför allt i männens modedräkt, men även damasker för kvinnor förekom. Vanliga material var linne, kläde eller skinn. 
Damasker bärs idag inom det svenska försvaret till trupparaddräkt. Till arméuniform modell/39 ingår damasker i form av en bindel i smärting, som täcker skarven mellan byxbenen och marschskons skaft. Damasken spänns fast med två läderremmar på benets yttersida.
En sorts damasker används även vid skidåkning för att hindra snö från att tränga in i pjäxornas snörning. Dessa har vanligen en botten (sula) av tunt skinn. Dessa damasker bidrar även till att hålla foten varm.
I ishockeysammanhang innebär damasker ett slags stickade benvärmare.